# Atanas Gerov
Atanas Ivanov Gerov (Bulgaars: Атанас Иванов Геров) (Kjoestendil, 8 oktober 1945) was een Bulgaars voetballer. Hij heeft gespeeld bij Septemvri Sofia, FK Lokomotiv 1929 Sofia en Slavia Sofia.

## Loopbaan
Gerov maakte zijn debuut in Bulgarije in 1967. Hij heeft 7 wedstrijden gespeeld. Hij maakte deel uit van de selectie voor het voetbaltoernooi op de Olympische Zomerspelen 1968, waar Bulgarije een zilveren medaille won.

## Erelijst
- Olympische spelen : 1968 (zilver)